# 王荣光
王荣光，清朝政治人物。
王荣光曾于1818年接替林龙光任宝山县知县一职，1819年由周以勋接任。